# Apeadeiro de Monte Redondo
O Apeadeiro de Monte Redondo é uma gare da Linha do Oeste, que serve a localidade de Monte Redondo, no concelho de Leiria, em Portugal.

## Descrição

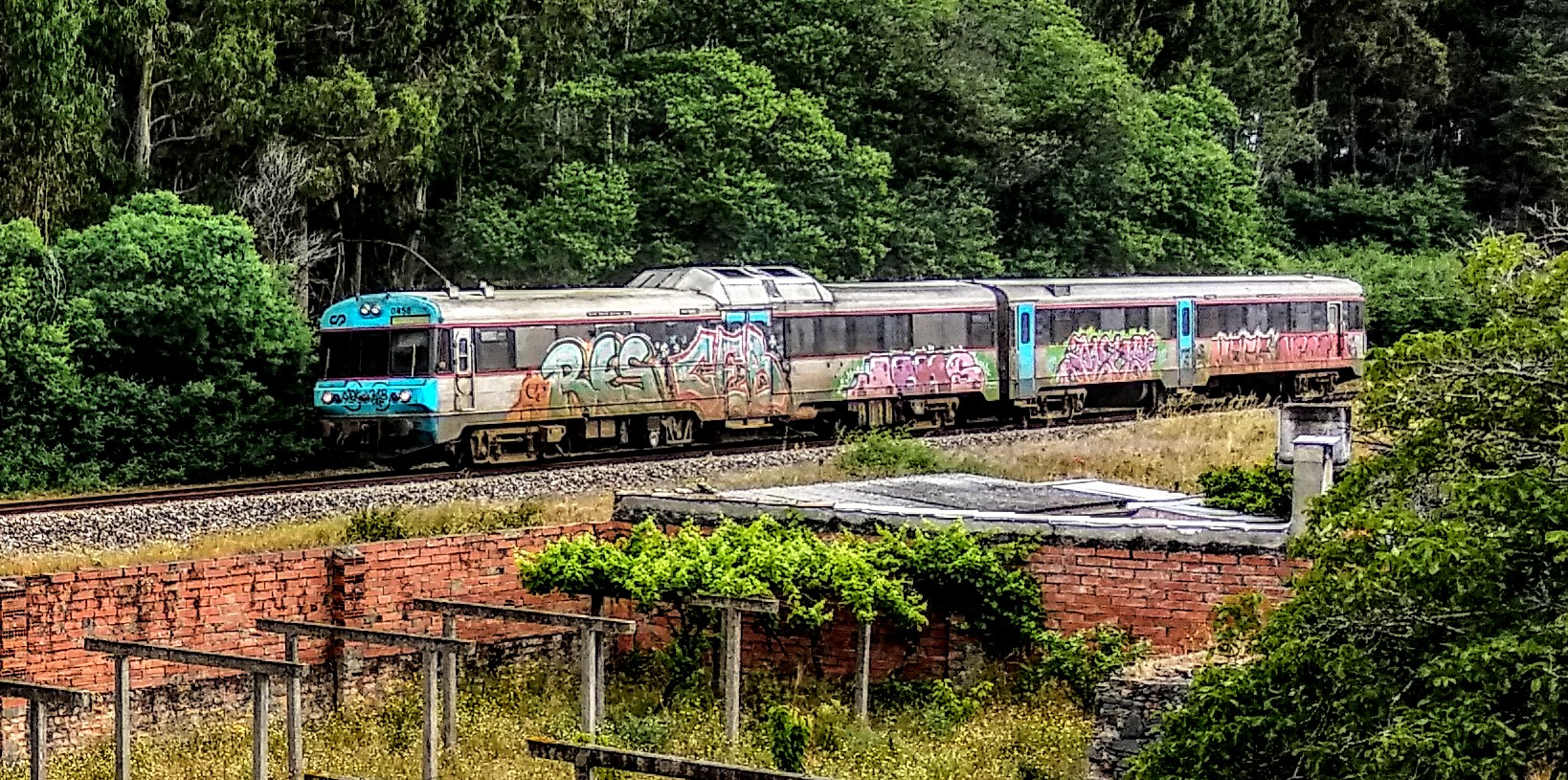
Comboio regional circulando em Monte Redondo no troço entre a passagem de nível e o apeadeiro.

### Localização e acessos
Esta interface tem acesso ao centro da localidade epónima, onde se localiza a paragem de autocarro mais próxima, pela Rua da Estação (= EN109-9) numa distância de 632 m, marcadamente distante já que a ferrovia passa ao seu PK 177+173 em passagem de nível cruzando a mesma EN109-9 no interior do aglomerado urbano e distante do dito centro apenas 337 m.

### Caraterização física
O edifício de passageiros situa-se do lado norte da via (lado direito do sentido ascendente, para Figueira da Foz).

### Serviços
Em dados de 2023, esta interface é servida por comboios de passageiros da C.P. de tipos regional e inter-regional com cinco circulações diárias em cada sentido; esta frequência tem sido mantida desde 2021, tendo crescido das quatro circulações de 2020, número já aumentado das três de 2018.

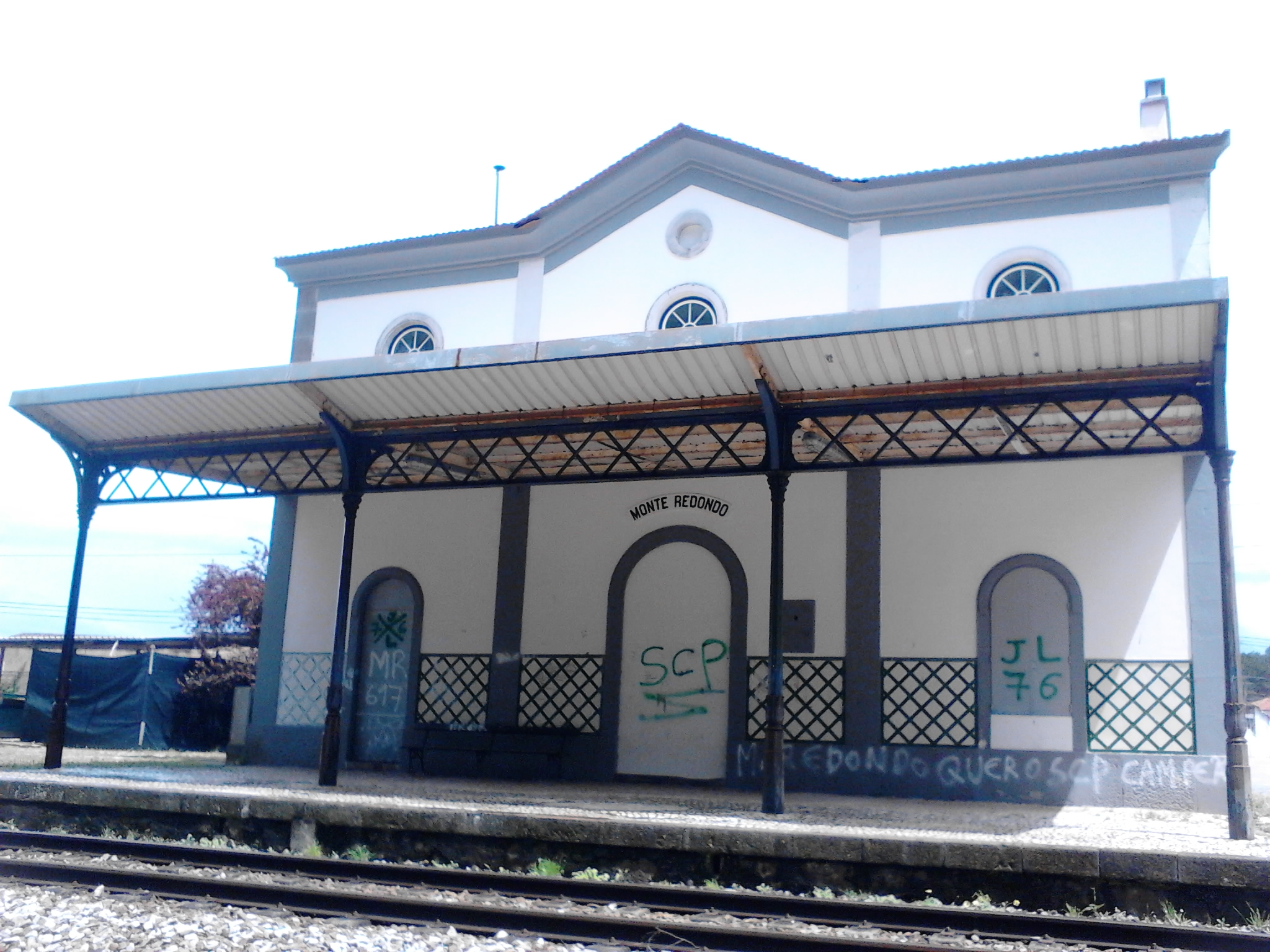
Aspeto do edifício de passageiros em desuso, com porta e janelas emparedadas, em 2016.

## História
Situa-se no troço entre Leiria e Figueira da Foz da Linha do Oeste, que abriu à exploração pública em 17 de Julho de 1888, pela Companhia Real dos Caminhos de Ferro Portugueses.

Esta interface foi despromovida da categoria de estação à de apeadeiro entre 1985 e 1988.